# Lăpugiu de Jos
Lăpugiu de Jos es una comuna ubicada en el distrito de Hunedoara, Rumania.

## Superficie
Cuenta con una superficie de 104,4 kilómetros cuadrados.

## Demografía
Hasta 2021 la población era de 1460 habitantes, con una densidad de población de 13,98 habitantes por kilómetro cuadrado.